# 薩爾塔龍屬
薩爾塔龍屬（意為「薩爾塔的蜥蜴」）又名索他龍，是種蜥腳下目恐龍，生存於白堊紀晚期。薩爾塔龍在蜥腳類恐龍當中相當小，但對人類而言還是很巨大。牠們擁有類似梁龍科的頭部，牙齒僅位在嘴部的後方，而且牙齒是鈍的。薩爾塔龍是第一個被發現有鱗甲的蜥腳類恐龍，皮膚上嵌有小型骨版，這些骨板由皮內成骨（Osteoderms）構成，大型骨板四處散佈，如人的手掌大小，小型骨板緊湊排列，只有碗豆大小；其他泰坦巨龍類恐龍身上也發現了骨板，某些梁龍科化石的背上也曾發現一排鱗甲。當薩爾塔龍類的骨板首次被發現時，因為是獨立於骨骸被發現，所以被推論屬於甲龍類恐龍。
薩爾塔龍的屬名（Saltasaurus）取自於阿根廷西北部的薩爾塔省，也是首次發現牠們化石的地點。薩爾塔龍的化石也發現於烏拉圭。薩爾塔龍的屬名有時會與三疊紀的跳龍（Saltopus）產生混淆，然而這兩個屬非常地不相似。

## 敘述

薩爾塔龍與人類的體型比較圖

薩爾塔龍是由何塞·波拿巴與傑米·鮑威爾（Jaime E. Powell）在1980年首次敘述、命名，牠們被估計身長為12公尺，而體重有7公噸。如同所有蜥腳類恐龍，薩爾塔龍也是草食性動物。烏拉圭也有發現部分化石。牠們頸部結構顯示牠們無法將頭部高抬過肩膀。
薩爾塔龍屬目前僅有一個種，護甲薩爾塔龍（S. loricatus）。強壯薩爾塔龍（S. robustus）不再認為是個獨立的種，而南方薩爾塔龍（S. australis）現在被認為是獨立的內烏肯龍屬。
目前所發現的薩爾塔龍化石包含：脊椎、四肢骨頭、數個頜部骨頭、以及不同的骨甲。某些骨甲具有尖刺。薩爾塔龍的化石都發現於阿根廷的Lecho地層，該地屬於白堊紀晚期的坎潘階到馬斯垂克階。
中段尾椎的椎體延長。脊椎側孔的外形接近淺凹處，馬拉威龍、阿拉摩龍、風神龍、岡瓦納巨龍也有類似的脊椎特徵。毒癮龍也有類似的脊椎特徵，但脊椎側孔更深入脊椎，形成兩個脊椎腔室。
薩爾塔龍的其他特徵包含：每節頸椎都有一個骨質棘、髖帶多出一節脊椎骨、尾椎擁有互相交鎖球窩關節。曾有理論認為，牠們可能以後肢站起，並將尾巴當作第三支柱，以接觸到較高的樹枝。
與毒癮龍相比，薩爾塔龍的體型較為粗壯。

## 不斷改變的敘述
在白堊紀時期，北美洲的蜥腳類恐龍失去優勢草食性恐龍地位，這個時期的北美洲優勢草食性動物是鴨嘴龍類，例如埃德蒙頓龍。然而，澳洲與南美洲在當時是島嶼大陸，從未出現過鴨嘴龍類恐龍，而蜥腳類持續在南方大陸繼續牠們的演化途徑。
薩爾塔龍是高度演化的蜥腳類恐龍之一，牠們生存於7,500萬到6,500萬年前。當1980年首次發現薩爾塔龍的化石時，古生物學家開始重新思考蜥腳類恐龍的定義，因為薩爾塔龍的確是種蜥腳類恐龍，但身上卻有骨板，直徑介於0.5到11公分。在這之前，蜥腳類恐龍被認為以牠們巨大的體型作為防禦手段。之後，古生物學家們開始重新思考其他的蜥腳類恐龍可能也擁有骨板，例如：阿根廷的拉布拉達龍。

## 蛋化石

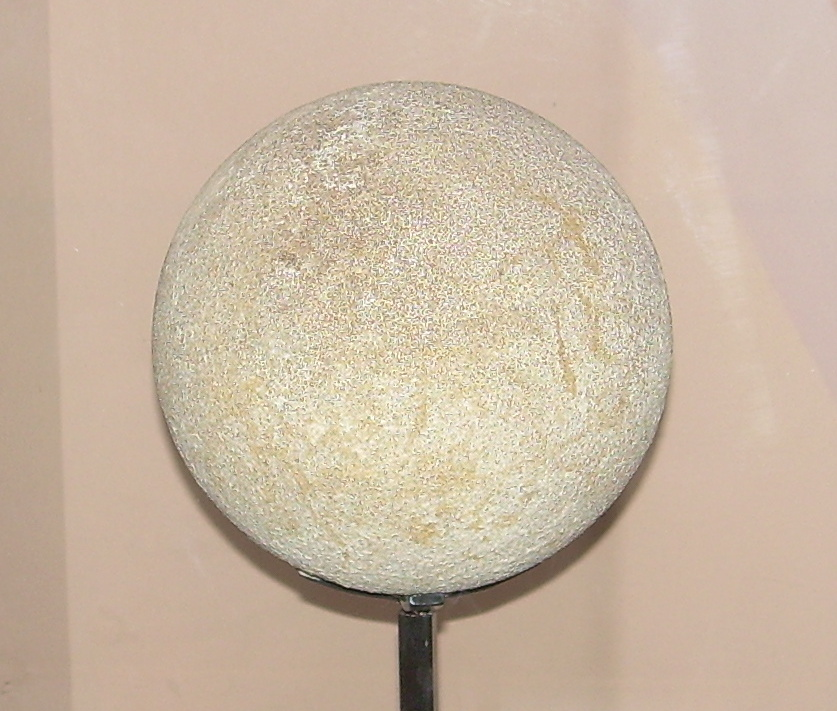
薩爾塔龍的蛋，位於北美古生物博物館

在1997年，路易斯·齊亞比（Luis Chiappe）與他的團隊在阿根廷巴塔哥尼亞的Auca Mahuevo附近，發現了一個大面積的泰坦巨龍類集體蛋巢。每個蛋巢平均有約25顆恐龍蛋。這些小型恐龍蛋，長度約11到12公分，內部有時化石化的胚胎，這些完整胚胎擁有皮膚痕跡，但無法顯示是否有任何真皮組織或是羽毛。這些恐龍蛋被認為屬於薩爾塔龍。這個遺跡很明顯地是數百隻雌性個體挖掘洞穴，產下牠們的蛋，並用泥土或植被復蓋恐龍蛋。這顯示出牠們是群居動物，牠們可能就由群體行動以及骨板，來抵抗大型掠食動物的攻擊，例如阿貝力龍類。除此之外，在西班牙也有發現泰坦巨龍類的蛋巢。

## 大眾文化
薩爾塔龍曾出現在探索頻道的電視節目《恐龍星球》（Dinosaur Planet）第二集。

## 相關書籍
1. 1 2  Tidwell, V., Carpenter, K. & Meyer, S. 2001. New Titanosauriform (Sauropoda) from the Poison Strip Member of the Cedar Mountain Formation (Lower Cretaceous), Utah. In: Mesozoic Vertebrate Life. D. H. Tanke & K. Carpenter (eds.). Indiana University Press, Eds. D.H. Tanke & K. Carpenter. Indiana University Press. 139-165.
2. ↑  Coria, R.A. and Chiappe, L.M. 2007.Embryonic Skin From Late Cretaceous Sauropods (Dinosauria) of Auca Mahuevo, Patgonia, Argentina. （页面存档备份，存于） Journal of Paleontology v81(6):1528-1532 DOI: 10.1666/05-150.1

- Walking on Eggs: The Astonishing Discovery of Thousands of Dinosaur Eggs in the Badlands of Patagonia, by Luis Chiappe and Lowell Dingus. June 19, 2001, Scribner. ISBN 978-0-7432-1211-3.
- David Lambert, Darren Naish, Elizabeth Wyse. . Dorling Kindersley Publishers Ltd. 2002.